# Lap dance
Lap dance er en type af erotisk dansydelse, der tilbydes i nogle stripklubber, hvor danseren typisk har kropskontakt med en siddende protektor.
Der en debat om, hvorvidt dansere om det er underholdning eller en slags sexarbejde.
| Dans | Spire Denne artikel om dans eller danseudtryk er en spire som bør udbygges. Du er velkommen til at hjælpe Wikipedia ved at udvide den. |